# Christian Bollmann
Christian Bollmann (* 19. února 1949, Hof, Bavorsko) je německý zpěvák a skladatel a jeden z průkopníků alikvotního zpěvu v Evropě.

## Život a dílo
Bollmann začal nejprve studovat hru na zobcovou flétnu. Od roku 1958 hrál také na housle a od roku 1964 i na trubku. Účinkoval ve skupině pozounistů a později v dechovém souboru. V roce 1966 hrál poprvé v jazzovém orchestru The Jazz Doctors v Bonnu. Po prvních koncertech a nahrávkách vlastních skladeb v duu Midnight Circus (s Torstenem Schmidem), studoval od roku 1971 hru na trubku u Manfreeda Schoofa a od roku 1975 hudební divadlo u Mauricia Kagela na Hochschule für Musik v Kolíně nad Rýnem. Účinkoval ve skupinách Nonett, Trio Improvision, Da Capo Movie Band, Boury a také v Padlt Noidlt Archester. V rámci studia spolupracoval se skladateli a hudebníky jako jsou John Cage, Roberto Laneri, Stephanie Wolff, Michael Mantler a Keith Tippett.
Poprvé uslyšel alikvotní zpěv v roce 1969 v Bonnu, při uvedení skladby Stimmung od Karlheinze Stockhausena. Od té doby se začal o alikvotní zpěv zajímat. V roce 1972 se setkal s Michaelem Vetterem a slyšel ho zpívat a byl opět zaujat. Navázal s ním kontakt a po určité době dospěl k přesvědčení, že lidský hlas je vůbec nejlepší nástroj k rozeznívání alikvotních tónů.
Během svých studií na konzervatoři v Kolíně nad Rýnem se soustředil kromě klasické hudby a studia hry na trubku a zpěv také na hudbu New age, jazzovou hudbu, elektronickou hudbu, kompozici a hudební divadlo. Kromě hry na trubku a zpěvu ovládá i hru na housle, flétnu, alpenhorn a didgeridoo.
V roce 1985 založil Overtone Choir Düsseldorf, který stále existuje a v současnosti je jedním z předních těles zabývajících se alikvotní hudbou. (kromě Harmonic Choir Davida Hykese)